# ایسوزو فوروارد

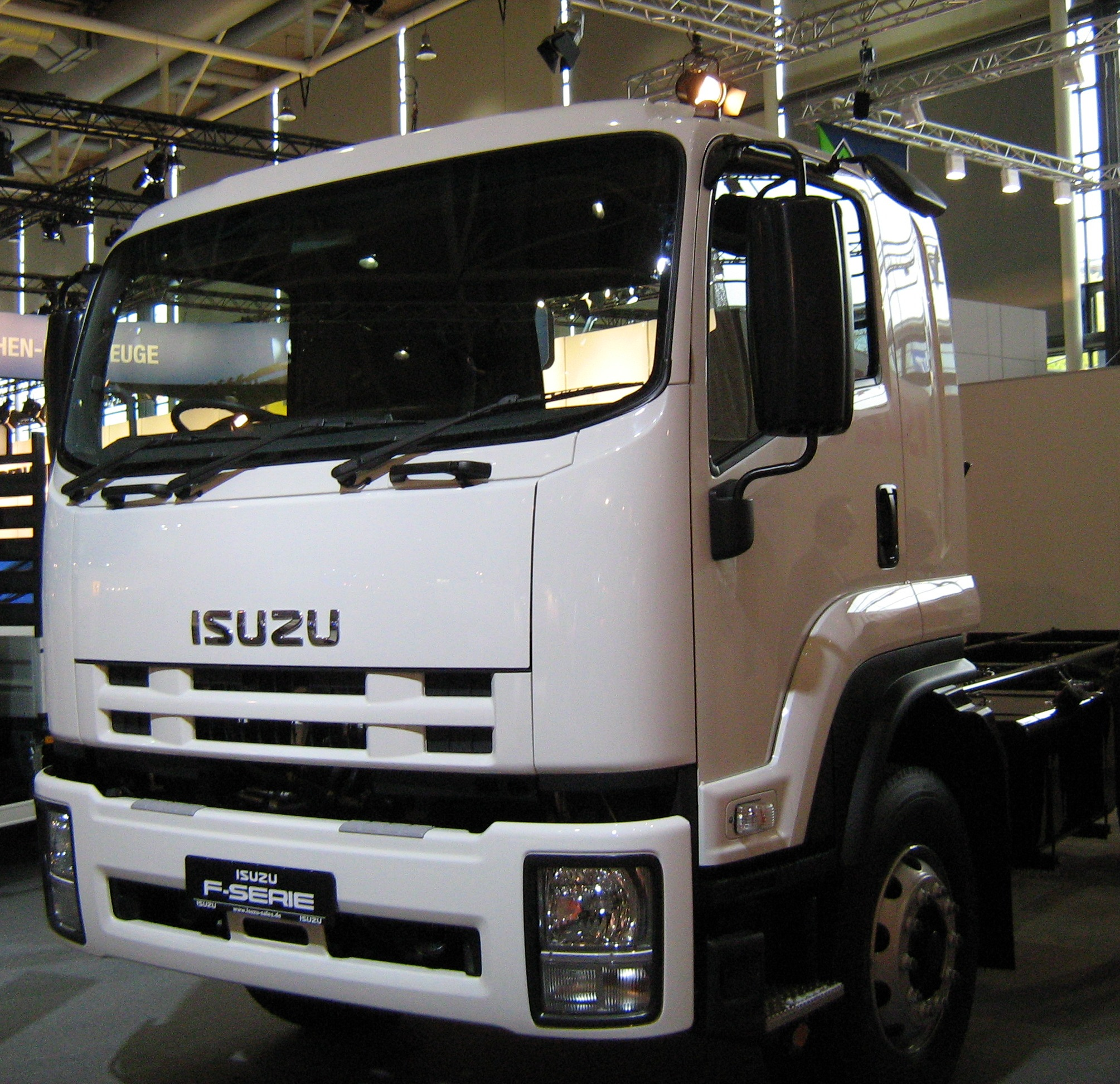

ایسوزو فوروارد (Isuzu Forward) خودرویی است که از سال ۱۹۷۰ تا کنون تولید شده‌است.
این خودرو در کلاس کامیون قرار گرفته، ‌است. سیستم جعبه‌دندهٔ آن به دو صورت خودکار و دستی است.